# Pianoconcert (Barber)
Het Pianoconcert op. 38 van Samuel Barber was een opdrachtwerk dat Barber schreef voor de muziekuitgeverij G. Schirmer ter ere van hun 100-jarig bestaan. Het werk ging op 24 september 1962 in première tijdens de openingsfestiviteiten van de Philharmonic Hall (tegenwoordig de Avery Fisher Hall), de eerste concertzaal die in het Lincoln Center gebouwd was, met pianist John Browning als solist en met het Boston Symphony Orchestra gedirigeerd door Erich Leinsdorf.

## Geschiedenis
Barber begon het werk aan het concert in maart 1960. Pianist John Browning zou het stuk ten uitvoer gaan brengen, en Barber had diens specifieke pianistiek in gedachten bij het schrijven. De eerste twee delen werden voltooid voor het einde van 1960, maar het laatste deel was pas 15 dagen voor de wereldpremière gereed. Het werk werd door muziekcritici enthousiast ontvangen en Barber kreeg er zijn tweede Pulitzer Prize voor in 1963 en de Music Critics Circle Award in 1964.
Het concert werd door Browning opgenomen met het Cleveland Orchestra onder leiding van George Szell in 1964. Andere opnamen zijn: 1976 door het MIT Symphony Orchestra op label Vox/Turnabout, 1991 door John Browning met het St. Louis Symphony Orchestra onder leiding van Leonard Slatkin op label RCA Victor Red Seal label, een Naxos uitgave door Stephen Prutsman met het Royal Scottish National Orchestra onder leiding van Marin Alsop, en een opname van Tedd Joselson met het London Symphony Orchestra gedirigeerd door Andrew Schenck.

## Muziek

### Bezetting
Het werk is georkestreerd voor piccolo, 2 fluiten, 2 hobo's, althobo, 2 klarinetten, basklarinet, 2 fagotten, 4 hoorns, 3 trompetten, 3 trombones, pauken, slagwerk, harp en strijkers.

### De delen
Er zijn drie delen:
1. Allegro appassionato
2. Canzone: Moderato
3. Allegro molto

#### I. Allegro appassionato
Het eerste deel opent met een declamatie door de pianist, die het belangrijkste thema neerzet, en ontwikkelt zich vervolgens naar een energieke tutti sectie. In de openingssectie worden de belangrijkste thema's geëtaleerd. Technieken die Barber toepast zijn: inversie, kreeftgang, en contrapuntische variaties over de melodie (die ook in latere delen terugkeert). Het stuk begint en eindigt in e-klein.

#### II. Canzone: Moderato
Het tweede deel staat voornamelijk in cis-klein en is gebaseerd op een zoete droevige melodie. De sfeer is veel triester dan in het eerste deel.

#### III. Allegro molto
Het derde deel in bes klein is in een wilde snelle 5/8 maat geschreven en kenmerkt zich door een kloppend ostinato dat het stuk een demonisch karakter geeft. Er wordt veel gebruikgemaakt van het koper, maar het stuk eindigt in een dramatische pianosolo waar de speler over het hele klavier omhoog klimt in een virtuoze en technisch erg lastige passage.